# Brüderorden
Brüderorden oder Brüdergemeinschaften sind katholische Ordensgemeinschaften, deren Mitglieder ausschließlich oder wenigstens überwiegend Ordensbrüder sind, also Ordensmänner, die nicht dem Klerus angehören, denen also keine oder nur wenige Priester angehören. Sollten sie Priester haben, wie die Barmherzigen Brüder von Maria Hilf oder auch die Barmherzigen Brüder vom hl. Johannes von Gott, so sind diese jedenfalls nicht an der obersten Leitung der Gemeinschaft beteiligt. Zwar können sie Superior, Rektor oder Hausoberer werden, nicht aber Generaloberer. In der Gegenwart wird diese Regelung allerdings weniger streng gehandhabt, nicht zuletzt auch vor dem Hintergrund des geringen Ordensnachwuchses, der dazu führt, dass weniger Kandidaten für solche Ämter zur Auswahl stehen. 
Als Ordensleute legen auch die Mitglieder der Brüdergemeinschaften die Profess ab. Manche Gemeinschaften tragen einen Habit. Meist sind Brüdergemeinschaften in der Krankenpflege (Krankenpflegeorden wie die Alexianer) oder im Schuldienst (Schulbrüder) tätig.
Unter den Brüderorden gibt es Kongregationen, die vorwiegend in der Mission und der Arbeit im sozialen oder seelsorglichen Bereich wirken.